# Atla (godin)
Atla (Oudnoords voor 'de strijdlustige') is een reuzin en watergodin in de Noordse mythologie. Ze was de dochter van de zeegod Aegir en de zeegodin Ran. Atla wordt met haar acht zusters de Negen dochters van Aegir genoemd. In de Völuspá wordt ze opgevoerd als een van de negen moeders van de god Heimdall, nadat de negen zusters waren getrouwd met de god Odin.
De negen dochters van Aegir hebben overigens in de diverse verhalen onderling verschillende namen gekregen:
- Atla, Angeyia, Eistla, Eyrgiafa, Giálp, Greip, Imðr, Iárnsaxa, Úlfrún;
- Atla, Angeia, Eistla, Urgeba, Greif, Gelf, Sind, Eisensaxa, Wolfrun;
- Bára, Blóðughadda, Bylgja, Dúfa, Hefring, Himinglæva, Hrönn, Kolga, Uðr.

Klaarblijkelijk stonden de namen niet vast en kon een dichter elke naam gebruiken die als synoniem gold voor 'golf'. Atla en haar zussen werden gezien als de golven van de zee.
Zij hielpen tevens hun vader om het bier van de feesten van de Asen te brouwen.
Asen · Baldr · Bil · Billing · Bragi · Búri · Eir · Fjorgyn · Fosite · Freya · Freyr · Frigg · Fulla · Gefjun · Gerd · Gná · Gullveig · Heimdall/Rig · Hel · Hermod · Hlín · Hnoss · Hodr · Hœnir · Iðunn · Jörd · Lofn · Loki · Máni · Magni · Modi · Nanna · Njördr · Odin · Óðr · Rindr · Sága · Sif · Sigyn · Sjöfn · Skaði · Snotra · Sól · Syn · Thor · Týr · Ullr · Vali · Vár · Vé · Vili · Vidar · Vör · Wanen